# Otter-Valley-Polio-Epidemie
Die Otter-Valley-Polio-Epidemie ist die erste Polio-Epidemie, die in den Vereinigten Staaten beschrieben wurde. Sie ereignete sich im Jahre 1894 im Otter Valley in der Nähe von Rutland, Vermont. 
Polio ist zwar eine seit vielen Jahrhunderten bekannte Erkrankung. Sie verlief jedoch immer endemisch mit nur wenigen Erkrankungen. Erst im Verlauf des 19. Jahrhunderts trat sie in epidemischer Form auf und wurde auch erst in der Mitte des 19. Jahrhunderts durch Jakob von Heine gegenüber anderen Erkrankungen abgegrenzt. Über Krankheitserreger und Infektionsverlauf lagen keine Erkenntnisse vor. Die genaue Dokumentation des Krankheitsausbruchs im Otter Valley ist dem Landarzt Charles Caverley zu verdanken, der alle ihm bekannt gewordenen Fälle sorgfältig dokumentierte. Charles Caverley beschrieb insgesamt 123 Fälle, von denen fünfzig eine permanente Lähmung davontrugen und 18 starben. 
Charles Caverleys Leistung bestand vor allem darin, dass er aufzeigte, dass die Krankheit sehr wohl einen epidemieartigen Verlauf nehmen konnte und dass der Begriff Kinderlähmung für diese Krankheit unzutreffend war. Wenn auch überwiegend Kinder betroffen waren, gab es trotzdem mehrere Fälle von erkrankten Erwachsenen. Er wies auch darauf hin, dass die Erkrankung mitunter in einer sehr milden Form verlief, bei der die Erkrankten nur wenige Symptome aufwiesen und schnell und ohne Folgeschäden wieder gesundeten. Seine Erkenntnisse wurden 1905 durch Ivar Wickman bestätigt, der anhand schwedischer Polio-Ausbrüche nachwies, dass die Erkrankung von Mensch zu Mensch übertragen wurde.